# Zr. Ms. Den Helder (A834)
Zr. Ms. Den Helder je připravovaná bojová podpůrná loď nizozemského královského námořnictva. Nizozemské námořnictvo plavidlo kategorizuje jako Combat Support Ship (CSS). Jejím hlavním posláním bude zásobování válečných lodí palivem, municí a dalšími zásobami. Představuje náhradu za zásobovací tanker Zr. Ms. Amsterdam (A836), vyřazený roku 2014. Konstrukčně vychází z plavidla Zr. Ms. Karel Doorman (A833). Dokončení plavidla je plánováno na rok 2024 a jeho zařazení do služby na rok 2025.

## Stavba

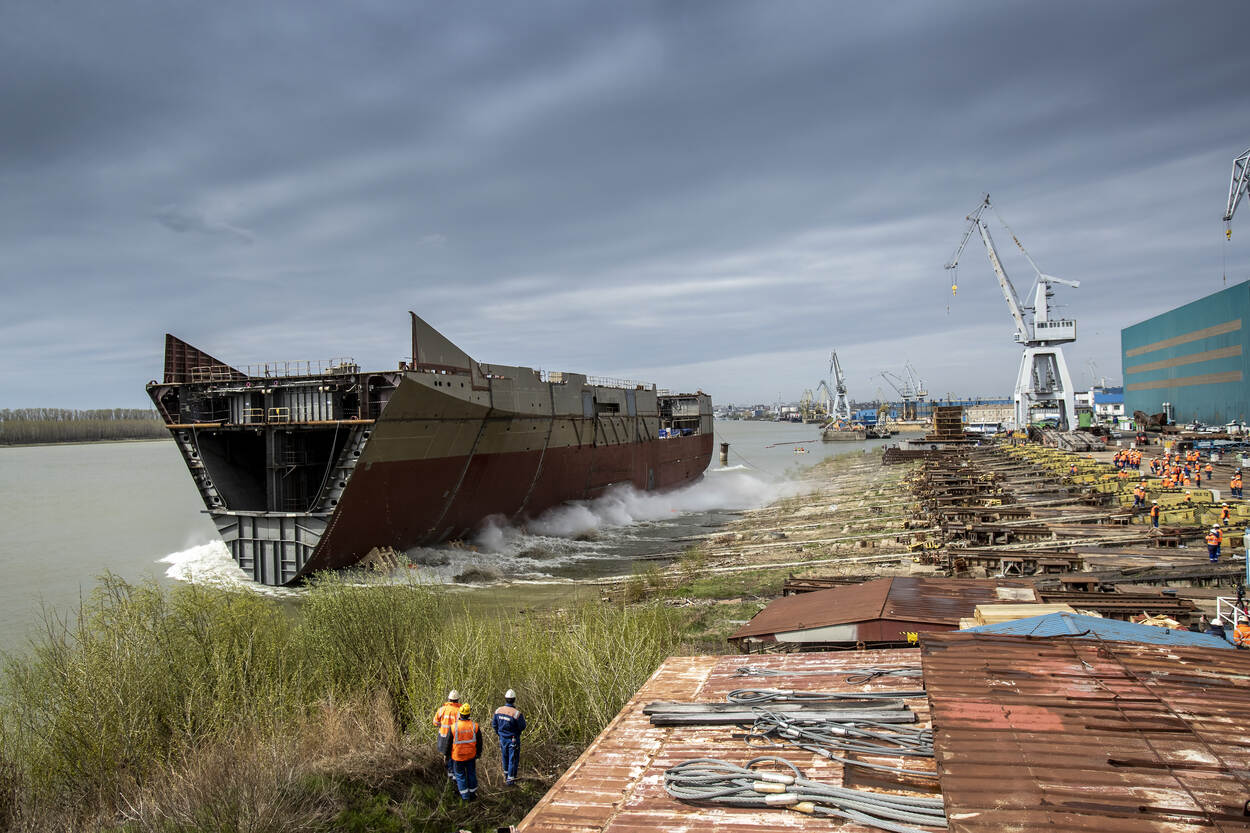
Spuštění spojené druhé a třetí sekce plavidla v loděnici Damen Group v Galați

Akvizice nové podpůrné lodě je součástí modernizačního programu z roku 2018, zahrnujícího také nové fregaty a minolovky. Kontrakt na stavbu plavidla byl podepsán 19. února 2020. Vyčleněno na něj bylo 375 milionů Euro. Den Helder postavila nizozemská loďařská koncern Damen Group ve své rumunské pobočné loděnici v Galați, přičemž vystrojení plavidla proběhne v nizozemském pobočném loděnici v Den Helderu.
Slavnostní první řezání oceli na stavbu plavidla proběhlo 2. prosince 2020. Založení kýlu proběhlo 2. června 2021. Dne 11. dubna 2022 byla na vodu spuštěna hlavní trupová sekce o délce 90 metrů. Zkompletované plavidlo bylo spuštěno v říjnu 2022. Dne 17. listopadu 2024 plavidlo zahájilo zkoušky. Po jejich dokončení plavidlo odpluje do Nizozemska k vystrojení. Zejména bude vybaveno senzory a zbraňovými systémy.

## Konstrukce
Den Helder má dvouplášťovou konstrukci trupu, vyhovující soudobým bezpečnostním normám. Palivem, potravinami a municí může podporovat svaz až šesti válečných lodí. Bude vybaveno dvěma zásobovacími stanicemi. Kromě 76 členů posádky bude plavidlo vybaveno kajutami pro dalších 80 osob. Pojme 7600 m3 paliva pro lodě, 1000 m3 leteckého paliva pro vrtulníky, 226  m3 pitné vody a 434 m3 dalších zásob (potraviny, munice). Pojme přibližně až 24 standardizovaných ISO kontejnerů.
Plavidlo bude dokončeno se základní výzbrojí tvořenou dvěma 12,7mm kulomety v dálkově ovládaných zbraňových stanicích Leonardo Lionfish Top a šesti ručně ovládanými 7,62mm kulomety FN MAG. K dalšímu posílení výzbroje má dojít až později v rámci údržby. Plánována je instalace 76mm kanónu OTO Melara Sovraponte v dělové věži na přídi, obraného raketového kompletu RIM-116 Rolling Airframe Missile a střeleckého radaru Thales Pharos.
Je vybaveno dvěma pěchotními vyloďovacími čluny LCVP (Landing Craft Vehicle Personnel) a dvěma rychlými čluny FRISC (Fast Raiding and Intercept Craft). Na zádi se nachází přistávací plocha a hangár pro dva vrtulníky NH90. Pohonný systém je koncepce FEP. Tvoří jej čtyři dieselgenerátory Wärtsilä 8V31, každý o výkonu 6545 hp a dva elektromotory GE. Lodní šrouby jsou dva. Nejvyšší rychlost dosáhne 20 uzlů.